# Shijōnawate
Shijōnawate (四條畷市, Shijōnawate-shi) és una ciutat i municipi de la prefectura d'Osaka, a la regió de Kansai, Japó. Tot i que de grandària mitjana, la ciutat forma part de l'àrea metropolitana d'Osaka, sent una ciutat dormitori d'aquesta.

## Geografia
La ciutat de Shijônawate es troba al nord-est de la prefectura d'Osaka i està adscrita pel govern prefectural a la regió de Kitakawachi o Kawachi nord, en record a l'antiga província. El terme municipal de Shijônawate limita amb els de Neyagawa i Katano al nord, Daitō al sud, Kadoma a l'oest i la ciutat d'Ikoma a la prefectura de Nara cap a l'est.

## Història
Des del període Heian fins a l'era Meiji, l'àrea on actualment es troba el municipi de Shijônawate formava part de l'antiga i ja desapareguda província de Kawachi. L'actual ciutat de Shijônawate es va fundar l'1 de juliol de 1970.

## Transport

### Ferrocarril
- Companyia de Ferrocarrils del Japó Occidental (JR West)
  - Estació de Shinobugaoka

Existeix, a més, una estació amb el nom de la ciutat, l'estació de Shijōnawate, a la veina ciutat de Daitō.

### Carretera
- Nacional 163
- Nacional 170

## Agermanaments
- Kihoku, prefectura de Mie, Japó. (1995)
- Meerbusch, Rin del Nord-Westfàlia, Alemanya. (2010)